# Škoda 46T
Škoda 46T je typ tramvaje vyráběný od roku 2024 českou společností Škoda Transportation pro německého dopravce Stadtverkehrsgesellschaft Frankfurt (Oder), který provozuje tramvajovou dopravu ve Frankfurtu nad Odrou. V rámci společného kontraktu byly objednány také obdobné typy 47T pro Chotěbuz a 48T pro Brandenburg an der Havel, které byly souhrnně označeny obchodním názvem ForCity Plus FCB.

## Konstrukce
Typ Škoda 46T je částečně nízkopodlažní tříčlánkové jednosměrné vozidlo z řady ForCity Plus o délce 28,96 m, určené pro rozchod koleje 1000 mm. Každý z článků spočívá na dvounápravovém podvozku, přičemž krajní podvozky jsou otočné a hnací, prostřední je pevný a běžný. Tramvaj je částečně nízkopodlažní (ze 71 %), a to mezi krajními podvozky. Podlaha nad nimi a v obou čelech je přístupná dvěma schody. V krajních článcích jsou umístěny vždy troje dveře, z nichž první a poslední jsou jednokřídlé, zbylé dvoukřídlé.

## Dodávky tramvají
Malé dopravní podniky z německých spolkových zemí Braniborsko a Sasko, konkrétně z měst Frankfurt nad Odrou, Chotěbuz, Brandenburg an der Havel, Schöneiche bei Berlin a Görlitz, začaly v roce 2012 vytvářet plán společného nákupu jednotného typu tramvaje. Po příslibu financí ze strany spolkové země Braniborsko vypsaly v roce 2018 dopravci z braniborských měst Frankfurt nad Odrou, Chotěbuz a Brandenburg an der Havel společné výběrové řízení na dodávku 24 tramvají pro tato tři města (s opcí na dalších 21 kusů). Třináct vozů mělo být dodáno do Frankfurtu, sedm do Chotěbuzi a čtyři do Brandenburgu. Tramvaje měly být technicky shodné, v různých detailech se však v menší či větší míře měly lišit podle požadavků jednotlivých dopravců. Jednou z největších odlišností měla být šířka 2,4 m u vozů pro Chotěbuz, zatímco tramvaje pro zbylá dvě města měly mít šířku 2,3 m (a s tím související nižší přepravní kapacitu).
Podle původních plánů měly být první vozy dodány v roce 2020, kdy měly nahradit starší československé tramvaje Tatra KT4 (a její modernizace). Vypsanou soutěž vyhrála česká společnost Škoda Transportation, ovšem další postup zdržely námitky neúspěšných uchazečů, které v červnu 2020 odmítl soud. Tím bylo vítězství Škody v tendru potvrzeno, ovšem smlouva byla podepsána až v únoru 2021. Práce na vozech pro Frankfurt byly v Plzni zahájeny v lednu 2023, první vůz pozdějšího čísla 311 byl dokončen v březnu 2024. Dne 10. dubna 2024 byla tato tramvaj dodána do Frankfurtu, kde od května začala podstupovat zkušební jízdy bez cestujících. Druhý vůz (č. 314) byl mezitím dopraven do města v červenci 2024 a do konce roku 2024 byly dodány další tři tramvaje. Schvalovací proces vozů 46T byl dokončen na jaře 2025 a 16. června toho roku byly první tři vozy zařazeny do provozu s cestujícími.

### Celkový přehled
Od roku 2024 bylo vyrobeno celkem 13 vozů.
| Současný stát | Město               | Článek | Roky dodávek | Počet vozů | Evidenční čísla při dodání | Poznámky | Zdroj |
| ------------- | ------------------- | ------ | ------------ | ---------- | -------------------------- | -------- | ----- |
| Německo       | Frankfurt nad Odrou | článek | 2024         | 5          | 311, 313–316               |          | [ 8 ] |
| Německo       | Frankfurt nad Odrou | článek | 2025         | 8          | 312, 317–323               |          | [ 8 ] |